# Eau Rouge

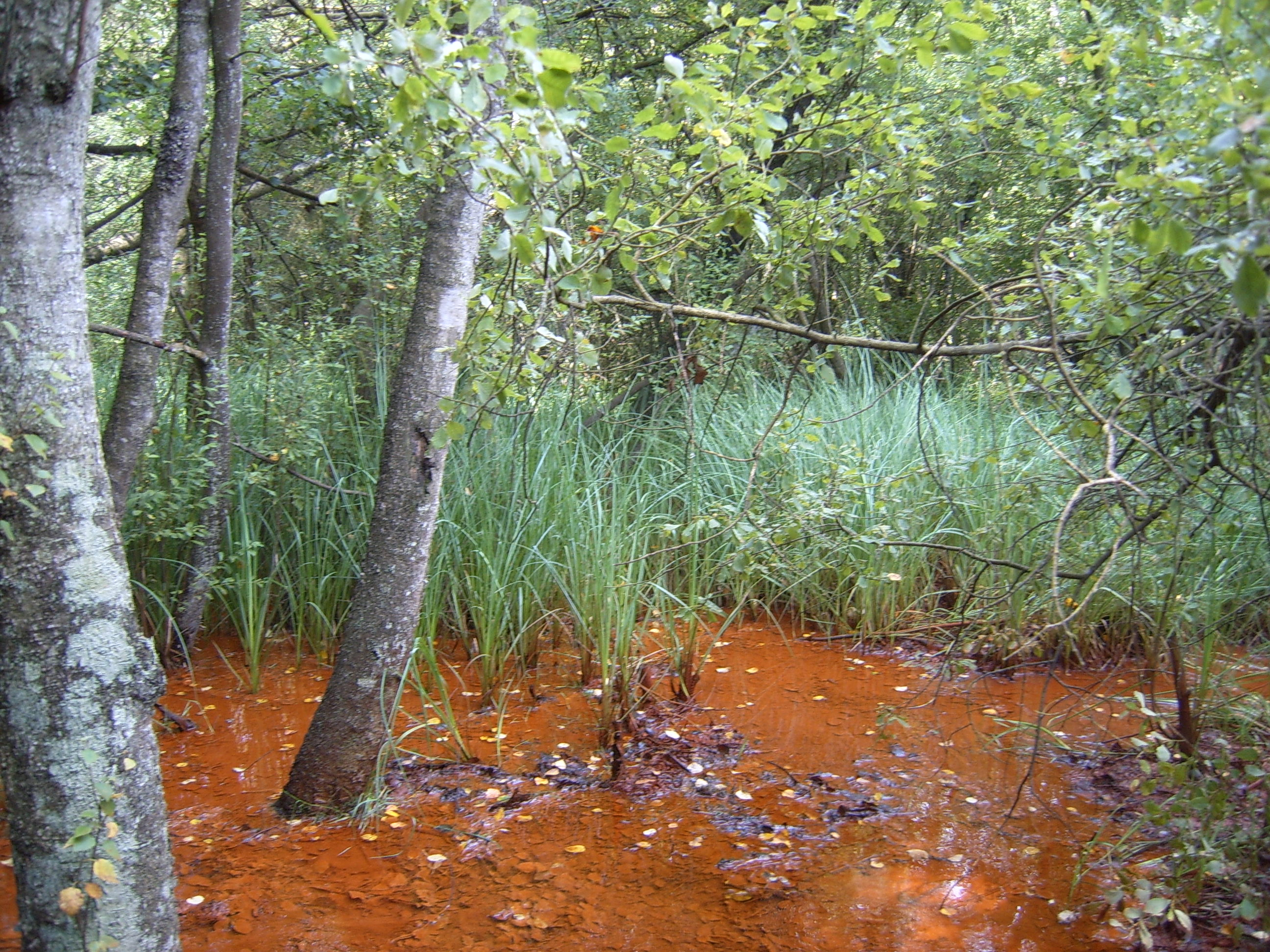
Acqua rossa ("Eau rouge" in francese) sulle rive del fiume

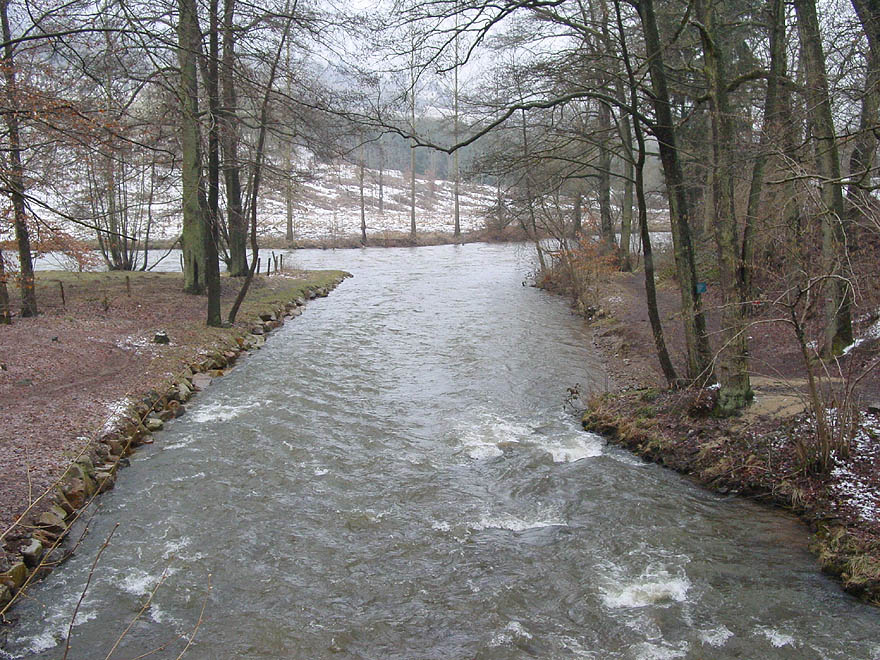
L'ultimo tratto dell'Eau Rouge si unisce al fiume Amblève vicino Stavelot

L'Eau Rouge è un piccolo fiume a carattere torrentizio, di circa 15 km di lunghezza, nella provincia belga di Liegi, affluente destro del fiume Amblève.
Sgorga presso le Hautes Fagnes e sfocia a Challes, vicino Stavelot, immettendosi nel fiume Amblève. Il fiume prende il nome dalla colorazione delle pietre che giacciono sul letto del fiume a causa del deposito di ossido di ferro.
L'Eau Rouge è stato un fiume di confine nel corso di diversi periodi storici: durante l'Impero romano fungeva da confine amministrativo tra Colonia e Tongeren, ed è stato confine di stato tra i Paesi Bassi e la Prussia dal 1815 fino al 1839 e poi tra il Belgio e Prussia dal 1839 al 1919.

## Eau Rouge e la Formula 1

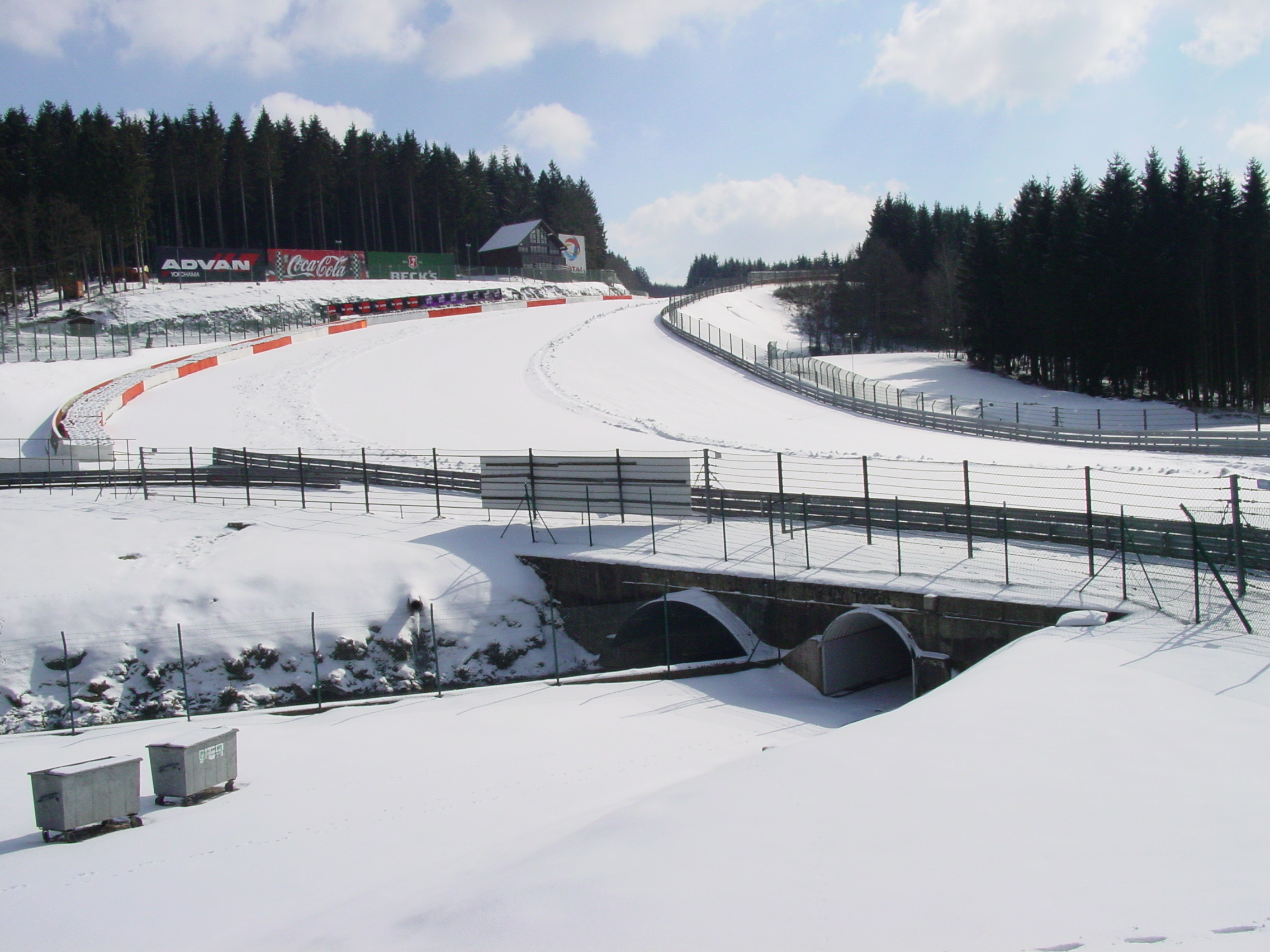
Il ponte dove il Circuito di Spa-Francorchamps attraversa l'Eau Rouge presso la curva che porta lo stesso nome

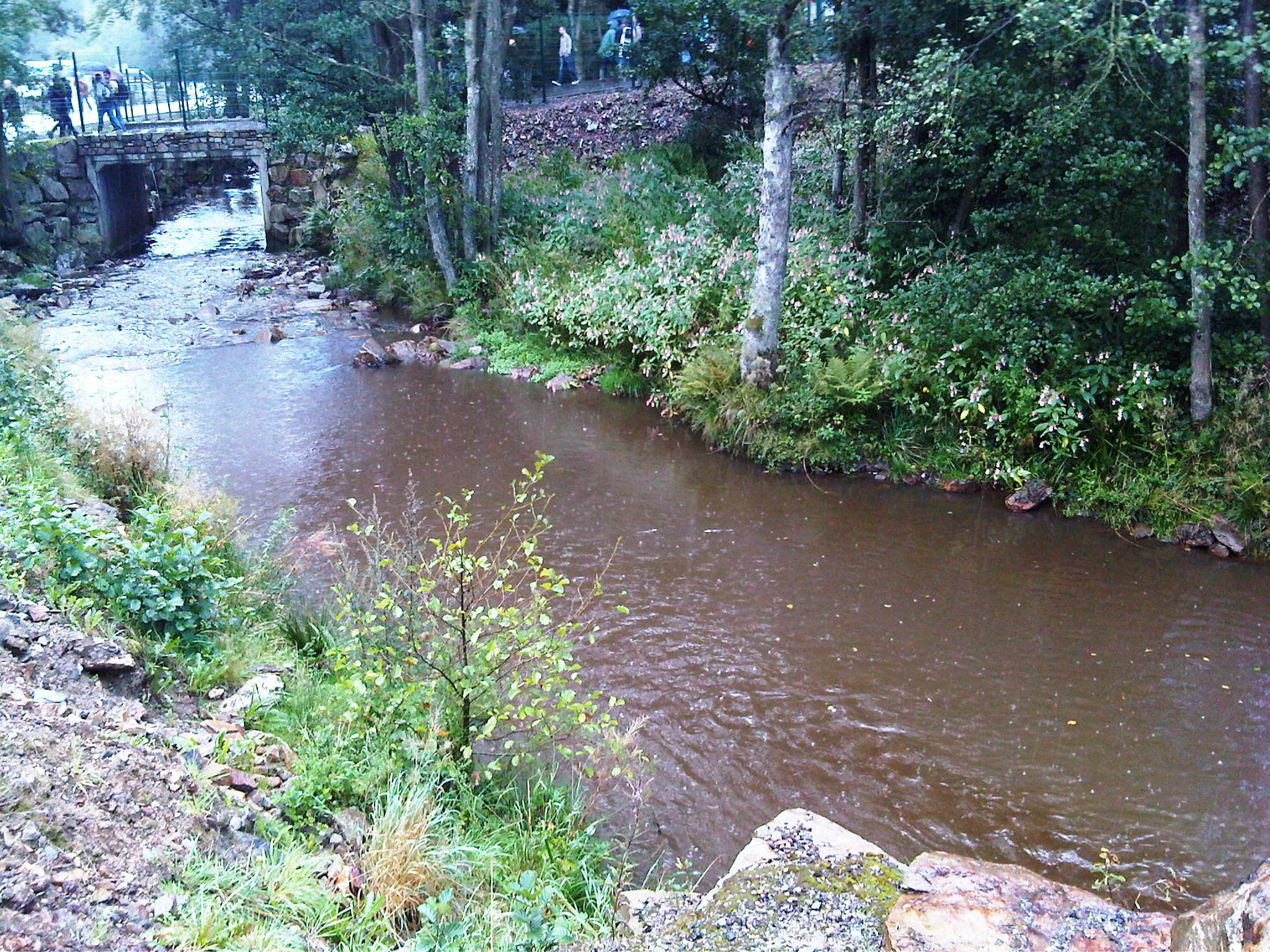
Il fiume Eau Rouge attraversa l'interno del Circuito di Spa-Francorchamps, nei pressi della zona box

L'Eau Rouge ha legato il suo nome alla curva Eau Rouge Radillon del Circuito di Spa-Francorchamps, una delle più famose curve dell'automobilismo, dove esso attraversa il tracciato per la prima volta.